# شهرستان پری (تنسی)
شهرستان پری، تنسی (به انگلیسی: Perry County, Tennessee) یک سکونتگاه مسکونی در ایالات متحده آمریکا است که در تنسی واقع شده‌است.

## خصوصیات
شهرستان پری ۱٬۰۹۵ کیلومترمربع مساحت دارد.